# Pernå

Wappen der ehemaligen Gemeinde Pernå

Pernå (schwed.) bzw. finn. Pernaja, ist eine ehemalige Gemeinde in der Landschaft Itä-Uusimaa an der Südküste Finnlands. Seit ihrer Eingemeindung 2010 ist sie verwaltungsmäßig ein Teil der Stadt Loviisa, welche seit 2011 zur Landschaft Uusimaa gehört. 
Das Kirchdorf Pernå liegt am Ende der rund 20 km langen Meeresbucht Pernåviken (Pernajanlahti) 11 Kilometer westlich des Zentrums von Loviisa. Insgesamt umfasste die Gemeinde ein Gebiet von 426,8 Quadratkilometern (ausschließlich der Meeresgebiete). Die Einwohnerzahl betrug zuletzt 3.961. Davon waren 57,8 % Finnlandschweden, damit war die Gemeinde offiziell zweisprachig mit Schwedisch als Mehrheits- und Finnisch als Minderheitssprache.

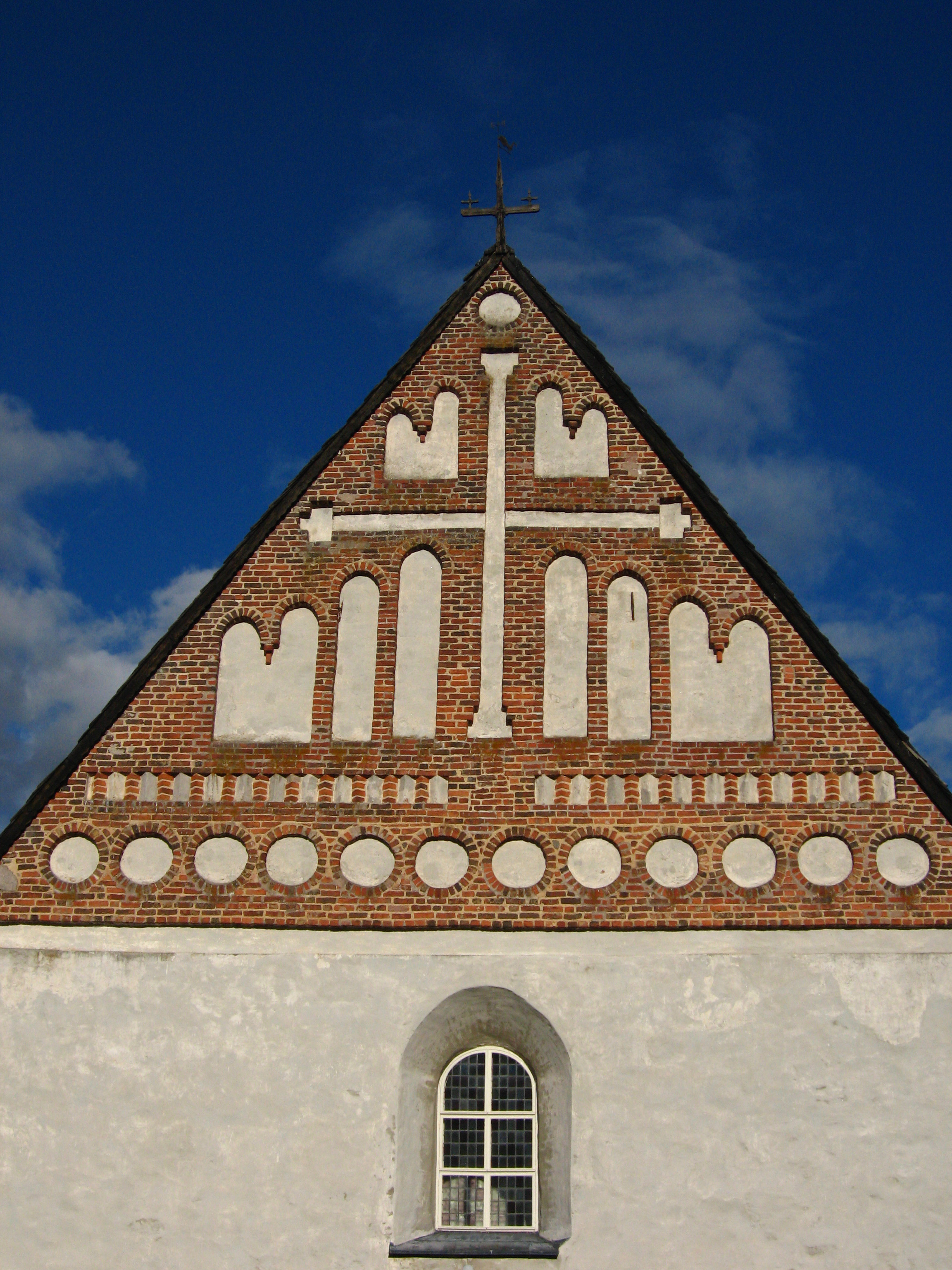
Giebel der Kirche von Pernå

Eine feste Besiedlung bestand wohl schon seit dem 13. Jahrhundert, erstmals urkundlich erwähnt wurde Pernå im Jahr 1352. 
Der Ort lag an der Königsstraße, dem alten Weg der schwedischen Könige von Turku nach Viipuri. 1362 wurde Pernå zu einem eigenständigen Kirchspiel, das anfangs auch das Gebiet von Pyhtää, Ruotsinpyhtää, Lapinjärvi, Myrskylä, Loviisa und Liljendal umfasste. Die bis heute erhaltene Kirche von Pernå stammt aus dem Zeitraum um 1440. Um 1509 wurde der Reformator und Bibelübersetzer Mikael Agricola in Pernå geboren. In Koskenkylä bei Pernå wurde 1682 eine Eisenhütte gegründet. In der Folgezeit entstanden mehrere herrschaftliche Gutshöfe. 
Zum 1. Januar 2010 schloss sich die zuvor selbständige Gemeinde Pernå mit der Stadt Loviisa sowie den Gemeinden Liljendal und Ruotsinpyhtää zur Stadt Loviisa zusammen.